# Área micropolitana de DuBois
El área micropolitana de DuBois,  y oficialmente como Área Estadística Micropolitana de DuBois, PA µSA tal como lo define la Oficina de Administración y Presupuesto, es un Área Estadística Micropolitana centrada en la localidad de DuBois en el estado estadounidense de Pensilvania. El área micropolitana tenía una población en el Censo de 2010 de 81.642 habitantes, convirtiéndola en la 84.º área micropolitana más poblada de los Estados Unidos. El área micropolitana de DuBois comprende el condado de Clearfield, siendo DuBois la localidad más poblada.

## Composición del área micropolitana

### Ciudades
DuBois 

### Boroughs
Brisbin |
Burnside |
Chester Hill |
Clearfield |
Coalport |
Curwensville |
Falls Creek‡ |
Glen Hope |
Grampian |
Houtzdale |
Irvona |
Lumber City |
Mahaffey |
New Washington |
Newburg |
Osceola Mills |
Ramey |
Troutville |
Wallaceton |
Westover 

### Municipios
Beccaria |
Bell |
Bigler |
Bloom |
Boggs |
Bradford |
Brady |
Burnside |
Chest |
Cooper |
Covington |
Decatur |
Ferguson |
Girard |
Goshen |
Graham |
Greenwood |
Gulich |
Huston |
Jordan |
Karthaus |
Knox |
Lawrence |
Morris |
Penn |
Pike |
Pine |
Sandy |
Union |
Woodward 

### Lugares designados por el censo
Allport |
Hyde |
Plymptonville |
Sandy |
Treasure Lake 

### Áreas no incorporadas
Helvetia |
Sylvan Grove |
West Decatur 